# Bytnik
Cet article possède un paronyme, voir !Mediengruppe Bitnik.
Bytnik est une localité polonaise de la gmina et du powiat de Głogów en voïvodie de Basse-Silésie.